# كريس هاميلتون (لاعب كرة قدم)
كريس هاميلتون (بالإنجليزية: Chris Hamilton)‏ هو مدرب كرة قدم ولاعب كرة قدم بريطاني في مركز الوسط، ولد في 21 نوفمبر 1987 في ألمانيا. لعب مع نادي سترنرير ‏.